# PagoPA
PagoPA è il sistema dei pagamenti a favore delle pubbliche amministrazioni e dei gestori di pubblici servizi in Italia, gestita dall'omonima società a controllo pubblico.
Tra i compiti, vi è quello di facilitare la diffusione dei sistemi di pagamento elettronico, quale piattaforma unica digitale per pagamenti verso la pubblica amministrazione italiana.

## Storia
La piattaforma informatica è prevista dall'art. 5 del codice dell'amministrazione digitale, obbligatoria per tutte le pubbliche amministrazioni; tale regime fu esteso ai gestori di servizi pubblici ed alle società a controllo pubblico rispettivamente ai sensi del d.lgs. 26 agosto 2016, n. 179 e del d. lgs. 13 dicembre 2017, n. 217. Successivamente, durante il governo Conte I, con il decreto legge 14 dicembre 2018, n. 135, convertito in legge 11 febbraio 2019, n. 12, sono state accorpate alcune attività precedentemente svolte dalla Presidenza del Consiglio dei ministri, dal Team Digitale e dall’Agenzia per l'Italia digitale (AgID), creando la società per azioni PagoPA S.p.A., interamente controllata dal Ministero dell'economia e delle finanze, alle dipendenze della Presidenza del Consiglio.
Nel 2021 l’Antitrust si è pronunciata contraria alla sua introduzione come unico canale di pagamento alla pubblica amministrazione.

## Funzionamento
Il pagamento elettronico avviene mediante una transazione attraverso il gestore bancario dei servizi di pagamento del titolare del mezzo di pagamento utilizzato dall'utente (persona fisica cioè il cittadino o rappresentante legale di una persona giuridica) al quale addebita i costi, previsti dal relativo contratto sottoscritto.
Tramite essa i prestatori di servizi di pagamento (PSP) aderenti (ad esempio le agenzie di banca, gli home banking, gli sportelli ATM, i punti vendita convenzionati Mooney e PUNTOLIS, gli uffici postali di Poste Italiane) fanno da tramite tra cittadino/impresa e un ente della pubblica amministrazione per eseguire pagamenti. Si possono effettuare i pagamenti sul sito web o tramite l’applicazione mobile dell’ente, oppure attraverso i canali fisici e online del prestatore aderente, che quindi funge da intermediario. A tal fine è stata creata dal Dipartimento per la trasformazione digitale, in collaborazione con PagoPA, un'applicazione mobile denominata IO per far confluire tutti i servizi degli enti su un'unica piattaforma. Grazie all'integrazione tra pagoPA e IO, all'interno dell'applicazione è possibile effettuare pagamenti gestiti da PagoPA alla pubblica amministrazione.